# ルキウス・センプロニウス・アトラティヌス (紀元前444年の補充執政官)
ルキウス・センプロニウス・アトラティヌス（ラテン語: Lucius Sempronius Atratinus、生没年不詳）は共和政ローマの政治家・軍人。紀元前444年に補充執政官を務めた。また一説によると共和政ローマ初のケンソルでもある。

## 経歴

### 補充執政官
紀元前444年、共和政ローマ初の執政武官として3人が選出されたが、選挙に瑕疵があり就任3ヶ月で全員辞職した。辞任後は補充執政官選出のためインテルレクス制となり、ティトゥス・クィンクティウス・カピトリヌス・バルバトゥスがインテルレクスの時に、アトラティヌスは同僚のルキウス・パピリウス・ムギッラヌスと共に補充執政官に選出された。ディオニュシオスによれば、アトラティヌスは辞職した執政武官の一人、アウルス・センプロニウス・アトラティヌスの兄弟であるという。
執政武官の辞任後、この前年の紀元前445年に離反していたアルデアから和平交渉の使者がきていた。補充執政官はアルデアとの和平協定に調印したという。リウィウスによると、アトラティヌスら補充執政官の名前はどの年代記にも名簿にもなかったが、リキニウス・マケルがこのアルデアとの協定文書と、モネータ神殿に保管されていた公文書に彼らの名前を見つけたとする説を紹介している。ディオニュシオスもこの年の記録は執政武官と執政官のどちらかか、両方書いてあるかマチマチであり、ある神聖な記録を根拠におそらく両方いたのであろうとしている。

### ケンソル
翌紀元前443年も執政官制となり、ベテランが選出された。しかし執政官2人は対外政策に忙しく、長年ケンスス (戸口調査) が行われていなかった。そのため、元老院はケンススを専門に行う職の新設を決定した。ケンススは最後に神々に生贄を捧げるルーストルム (清めの儀式) を行う必要があり、この時点ではプレブスには神聖な儀式を行うことが出来ないため、必然的にパトリキの役職が増える事になる。こうして、新たな職には前補充執政官のムギッラヌスとアトラティヌスが選出され、ケンススを行うのでケンソル (監察官) と呼ばれた。リウィウスは、彼らが補充執政官となったかは疑問の余地はあるものの、執政官の任期の埋め合わせであったのだろうとしている。ディオニュシオスによれば、紀元前459年に行われた10回目のルーストルムから17年間ケンススが行われていないため、執政官がケンスス新設を提言したとしている。また、キケロは『縁者・友人宛書簡集』の中で、ルキウス・パピリウス・ムギッラヌスは、ローマ建国紀元312年にルキウス・センプロニウス・アトラティヌスと共にケンソルを務めた、と記している。彼らは11回目のルーストルムを行った。
モムゼンやベロッホ、Robert Vincent Cramといった研究者はこのケンソルの存在を疑っており、ロイツやニルソンといった肯定的な研究者は、執政武官制度とケンソルの新設を結びつけて考えている。